# ANTARES

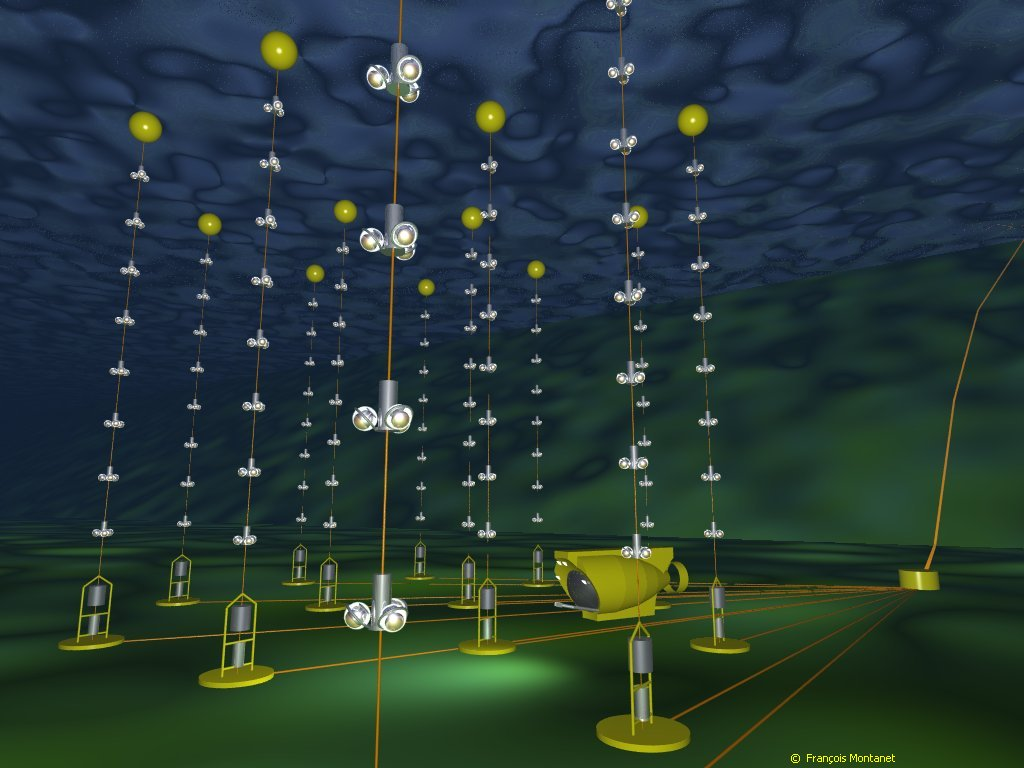
Wizja artystyczna ANTARES-a oraz batyskafu Nautile

ANTARES – francuski detektor neutrin (teleskop neutrinowy). Nazwa jest akronimem od ang. Astronomy with a Neutrino Telescope and Abyss Environmental Research. 
Zbudowany na Morzu Śródziemnym, w pobliżu Tulonu, przez CPPM (Centre de Physique des Particules de Marseille – Centrum Fizyki Cząstek w Marsylii), CEA-Irfu (Institut de recherche sur les lois fondamentales de l'Univers – Instytut Badań Podstawowych Praw Wszechświata) w Saclay oraz naukowców z Niemiec, Hiszpanii, Włoch, Holandii, Rosji i Rumunii zajmujących się fizyką, astronomią i oceanografią.

## Konstrukcja
Teleskop znajduje się 2500 metrów pod powierzchnią wody. Zajmuje powierzchnię 0,1 km². Składa się z 12 lin długości 350 metrów, na których umocowano zespoły pomiarowe. W każdym module pomiarowym (piętro) są 3 szklane kule (sfery), w każdej jest fotopowielacz rejestrujący rozbłyski światła w wodzie, w tym promieniowanie Czerenkowa powstające w wyniku zderzeń neutrin z elektronami lub jądrami atomów. Fotopowielacze są rozmieszczone wokół liny co 120° i skierowane 45° w dół. Ma to zapewnić rejestrację światła pochodzącego z obszaru poniżej detektorów. Kule z fotopowielaczami zamontowane są do centralnego pojemnika, w którym jest lokalny moduł sterowania z elektroniką zapewniającą obsługę danych, przeprowadzającą konwersję sygnałów analogowych na cyfrowe, oraz urządzenia wspierające takie jak precyzyjny zegar, kompas oraz urządzenia kalibracyjne. Moduły pomiarowe umieszczone na linie są poruszane przez prądy morskie, dodatkowe urządzenia umożliwiają dokładne określenie położenia modułu. 
Liny są zakotwiczone są na dnie i utrzymywane w pionie przez boje. Na każdej linie jest 25 modułów, najniższy znajduje się 100 m od dna, kolejne co 14,5 m. Łącznie na 12 linach zainstalowanych jest 885 fotopowielaczy. Moduły są zasilane i dane z nich przekazywane do zakotwiczenia liny kablami elektrycznymi i światłowodami, które łączą się ze znajdującym się także na dnie punktem centralnym, który łączy się z ośrodkami na lądzie. Odległość między linami wynosi około 70 m.
Urządzenie miało dodatkową linę zwaną instrumentalną, na której zawieszono różne czujniki wspomagające analizę danych z fotopowielaczy, instrumenty do badania stanu wody oraz prototypowy sprzęt dla przyszłego teleskopu neutrin KM3NeT. Moduł czujników wody zawiera: piezoelektryczne czujniki ciśnienie drgań akustycznych, przepływomierze dopplerowskie, mierniki przewodności elektrycznej, temperatury, ciśnienia absolutnego, mętności, zawartości tlenu. Kamera wideo o wysokiej rozdzielczości wspomagająca eliminację światła pochodzącego z innych niż neutrina źródeł, badała bioluminescencję. Oddzielnym urządzeniem był moduł sejsmiczny, mierzący drgania oraz ciśnienie w wodzie o częstotliwości rzędu 1 Hz. 
Na jednej z lin w miejsce modułów fotopowielaczowych a także przymocowane do kul fotopowielaczy, oraz linie instrumentalnej umieszczono czujniki akustyczne rejestrujące fale akustyczne o częstotliwości do 100 kHz. Ich głównym celem było określenie możliwości wykrywania neutrin przez analizę fali mechanicznej w wodzie. Dane z czujników stanowią cenne źródło informacji o morzu.

## Historia
Budowę rozpoczęto w 2001 roku układając główny kabel elektryczny i optyczny o długości 40 km między brzegiem a urządzeniem. W kolejnym roku zainstalowano główną skrzynkę. Liny z czujnikami zainstalowano między lutym 2006 r. a majem 2008 r.
Informację o pierwszej detekcji neutrina opublikowano 21 lutego 2007 r.
Detektor zakończył zbieranie danych i został zdemontowany w 2022 r.

## Inne detektory neutrin
- NEMO (Neutrino Mediterranean Observatory Telescope)
- AMANDA (Antarctic Muon and Neutrino Detector Array)
- AMANDA-II
- IceCube
- NESTOR (Neutrino Extended Submarine Telescope with Oceanographic Research)
- KM3NeT